# Ion Geolgău
Ion Geolgău (* 20. Februar 1961 in Pielești, Kreis Dolj) ist ein ehemaliger rumänischer Fußballspieler und derzeitiger -trainer. Der Mittelfeldspieler bestritt 303 Spiele in der höchsten rumänischen Fußballliga, der Divizia A.

## Karriere als Spieler

### Verein
Die Karriere von Ion Geolgău begann im Jahr 1976, als er im Alter von 15 Jahren in den Kader der ersten Mannschaft seines Heimatvereins Universitatea Craiova kam. Am 7. November 1976 bestritt er seinen ersten Einsatz in der höchsten rumänischen Fußballliga, der Divizia A (heute Liga 1). Nachdem er zunächst nur unregelmäßig zum Einsatz gekommen war, wurde er in der Saison 1979/80 zum Stammspieler und hatte so einen großen Anteil am Gewinn der Meisterschaft. Dieser Titelgewinn konnte ein Jahr später samt Pokalsieg wiederholt werden.
Die erfolgreichste Spielzeit in der Karriere von Geolgău war die Saison 1982/83. In der Liga reichte es zwar nur zur Vizemeisterschaft hinter Dinamo Bukarest, er gewann aber erneut den rumänischen Pokal und erreichte das Halbfinale im UEFA-Pokal, wo der Klub nur aufgrund der Auswärtstorregel gegen Benfica Lissabon ausschied.
In den folgenden Jahren konnte Geolgău mit Uni Craiova zwar nicht mehr an die großen Erfolge anknüpfen, blieb aber Stammgast in der Spitzengruppe der Liga sowie im Europapokal. Nachdem er in der Saison 1989/90 seinen Stammplatz verloren hatte, verließ er in der Winterpause den Klub und wechselte zum Ligakonkurrenten FC Argeș Pitești.
Im Sommer 1990 wechselte Geolgău ins Ausland und schloss sich dem zyprischen Klub Aris Limassol an, ehe er ein Jahr später zu Avenir Lembeek nach Belgien wechselte. Schon nach einem Jahr kehrte er nach Rumänien zurück und spielte ein Jahr für Jiul IELIF Craiova in der Divizia C, ehe er im Jahr 1993 seine Karriere beendete.

### Nationalmannschaft
Ion Geolgău bestritt 24 Spiele für die rumänische Fußballnationalmannschaft und erzielte dabei drei Tore. Sein Debüt hatte er am 10. September 1980 im Freundschaftsspiel gegen Bulgarien, als er in der 60. Minute für Tudorel Stoica eingewechselt wurde. Auf seinen zweiten Einsatz musste er mehr als ein Jahr warten, kam aber auch im Jahr 1982 nicht über die Rolle eines Ersatzspielers hinaus.
Erst im Jahr 1983 wurde Geolgău Stammspieler und schoss mit seinem Tor am 30. November 1983 gegen die Tschechoslowakei sein Land zur Europameisterschaft 1984. Dort berief in Nationaltrainer Mircea Lucescu aber nicht in sein Aufgebot.
In den folgenden Jahren wurde Geolgău nur noch selten eingesetzt und bestritt sein letztes Länderspiel am 1. Juni 1988 im Freundschaftsspiel gegen die Niederlande.

## Karriere als Trainer
Nach dem Ende seiner aktiven Laufbahn wurde Geolgău Fußballtrainer. In der Saison 1994/95 betreute er Jiul Petroșani in der Divizia B, ehe er Co-Trainer seines Heimatvereins Universitatea Craiova wurde.
Im Jahr 1998 zog es ihn auf die Färöer-Inseln, wo er den Rekordmeister HB Tórshavn übernahm. Mit HB konnte er im Jahr 1998 das Double aus Meisterschaft und Pokalsieg gewinnen. In der Sommerpause 2002 trennte sich der Verein von ihm und Geolgău heuerte von Beginn der Saison 2003 beim Lokalrivalen B36 Tórshavn an. Hier gelang ihm erneut der Pokalsieg.
Nach der Saison verließ Geolgău die Färöer-Inseln und wechselte nach Island zu Fram Reykjavík. Nach Platz 8 in der Meisterschaft trennte sich der Verein aber wieder von ihm.
Im Februar 2012 unterschrieb er einen dreimonatigen Vertrag als Co-Trainer von Aurel Țicleanu beim kuwaitischen Zweitligisten Al Tadamon.

## Erfolge

### Als Spieler
- Rumänischer Meister: 1980, 1981
- Rumänischer Pokalsieger: 1977, 1978, 1981, 1983
- Halbfinale im UEFA-Pokal: 1983

### Als Trainer
- Meister der Färöer-Inseln: 1998
- Pokalsieger der Färöer-Inseln: 1998, 2003